# Benthomangelia bandella
Benthomangelia bandella är en snäckart som först beskrevs av Dall 1881.  Benthomangelia bandella ingår i släktet Benthomangelia och familjen Mangeliidae. Inga underarter finns listade i Catalogue of Life.